# Per Skau
Per Skau (Farum, 1 juli 1968) is een Deens darter, die uitkomt voor de Professional Darts Corporation (PDC). Voordien speelde hij voor de rivaliserende World Darts Federation (WDF).
Skau speelde zes keer op de BDO World Professional Darts Championship. In 1991 verloor hij in de eerste ronde van Dave Whitcombe uit Engeland met 1-3. In 1992 won Skau in de eerste ronde van Dave Whitcombe met 3-1. In de tweede ronde verloor hij van Phil Taylor uit Engeland met 1-3. In 1993 verloor Skau in de eerste ronde van Eric Bristow uit Engeland met 1-3. In 1994 verloor hij in de eerste ronde van Martin Adams uit Engeland met 0-3. In 1995 verloor Skau weer in de eerste ronde. Dit keer van Paul Hogan uit Engeland met 1-3. In 1996 verloor hij in de eerste ronde van Colin Monk uit Engeland met 2-3. In 1991 haalde Skau de kwartfinale van de Winmau World Masters. Hij won van Les Delderfield en Mike Gregory maar verloor toen van de Amerikaan Dave Kelly. Ook won Skau verschillende open toernooien zoals de Finnish Open, German Open, Swedish Open, Swiss Open, Viking Masters, Nordic Cup en de Nordic Invitational. In 2012 stapte Skau over naar de PDC.

## Resultaten op Wereldkampioenschappen

### BDO
- 1991: Laatste 32 (verloren van Dave Whitcombe met 1-3)
- 1992: Laatste 16 (verloren van Phil Taylor met 1-3)
- 1993: Laatste 32 (verloren van Eric Bristow met 1-3)
- 1994: Laatste 32 (verloren van Martin Adams met 0-3)
- 1995: Laatste 32 (verloren van  Paul Hogan met 1-3)
- 1996: Laatste 32 (verloren van Colin Monk met 2-3)

### WDF

#### World Cup
- 1989: Laatste 64 (verloren van Ruben Lopez met 1-4)
- 1991: Laatste 64 (verloren van Kai Pfeiffer met 1-4)
- 1993: Laatste 64 (verloren van Daryl Stewart met 3-4)
- 1995: Voorronde (verloren van Gale Santos met 1-4)